# Jérôme Guillard
Jérôme Guillard est un homme politique français né le 19 septembre 1763 à Chartres (Eure-et-Loir), où il est mort le 19 mars 1808.

## Biographie
Il est le fils de François Guillard, secrétaire du clergé de Chartres (1750), secrétaire de la chambre ecclésiastique du diocèse (1752), secrétaire de l’Évêché (1763), et de Marie Edme/Aimée Brissard. Il est le frère puiné de Nicolas-François Guillard (1752-1814), librettiste d'opéras. 
En 1785-1789, il est « secrétaire de l’évêché » de Chartres.
D'octobre 1792 à septembre 1793, il est employé au ministère des Affaires Étrangères, puis détaché comme « commissaire du pouvoir exécutif à Chartres », puis « agent national du district ». « Peu après la chute de Robespierre, [il se voit] décerner une couronne de chêne pour être intervenu, au péril de sa propre existence en faveur de Chevard et de 18 autres Chartrains jetés en prison sous l'inculpation de fédéralisme et menacés pour cela de la guillotine ». 
En 1796, il épouse Joséphine Désirée Félicité Marceau, sœur du général Marceau. De leur union naît en 1797 François Guillard-Marceau. Il est également le beau-frère d'Émira Marceau.
Il est élu député d'Eure-et-Loir au Conseil des Cinq-Cents le 25 germinal an VI (14 avril 1798).
Il est nommé commissaire du gouvernement près le tribunal criminel d'Eure-et-Loir le 24 germinal an VIII (14 avril 1800).
Selon la base de l'Assemblée nationale, il est « membre de la Légion d'honneur, du 25 prairial an XII (14 juin 1804) ».